# Государственный научно-исследовательский навигационно-гидрографический институт
АО «Государственный научно-исследовательский навигационно-гидрографический институт», ГНИНГИ — ведущая научно-исследовательская организация России по навигационно-гидрографическому и гидрометеорологическому обеспечению деятельности на море.

## История
Был создан в 1939 году как Научно-испытательный гидрографическо-штурманский институт Рабоче-крестьянского Военно-Морского Флота на базе научно-исследовательского бюро Гидрографического управления ВМФ. Занимался совершенствованием штурманского вооружения кораблей, организацией производства мореходных инструментов, проведением гидрографических работ, подготовкой навигационных пособий и карт.
К 1947 году при участии института была создана радионавигационная система «Координатор», которая позволяла точно определять местонахождение кораблей в море.
В 1959 году в институте была проведена работа по разработке методов определения координат места с использованием искусственных спутников Земли.
В 1961 году институт был включён в состав объединённого Института ВМФ, однако уже в 1964 году Институт снова стал самостоятельным как НИИ-9 ВМФ. С 1964 по 1977 года его возглавлял контр-адмирал Ю. Максюта.
С 1964 года началась разработка навигационно-связного спутникового комплекса «Циклон». В 1967 году был запущен первый советский навигационный ИСЗ «Космос-192». После испытаний корабельной аппаратуры с участием сотрудников института в 1972 году началась опытная эксплуатация спутниковой навигационной системы «Залив», в состав которой входили четыре спутника.
Указом Президиума Верховного Совета СССР от 2 февраля 1984 года институт наградили Орденом Трудового Красного Знамени.
В 1988 году в состав института включили научно-исследовательский океанографический центр Министерства обороны СССР.
После распада СССР в июне 1994 года 9-й научно-исследовательский навигационно-гидрографический институт Министерства обороны РФ был переименован в Государственный научно-исследовательский навигационно-гидрографический институт Министерства обороны РФ. Он был назначен головной научно-исследовательской организацией, ответственной за обоснование и разработку технической политики в области навигации, гидрографии, морской картографии, океанографического обеспечения обороны и экономики страны.
В 2009 году ФГУП «ГНИНГИ Минобороны России» был преобразован в АО «Государственный научно-исследовательский навигационно-гидрографический институт».